# إدارة تكاليف مشروع
إدارة التكلفة عبارة عن إستكمال للقيد الثلاثي لإدارة المشروع وهو التكلفة، والجدول الزمني، والمجال. وكل قيد من هذه القيود يجب أن يكون مكتملاً من أجل اكتمال المشروع في الوقت المناسب، وفي حدود الميزانية المتاحة ولتحقيق كافة توقعات العميل. ومن أجل تحقيق أهداف تكلفة المشروع، فإن المشروع يجب أن يكتمل ضمن الميزانية المخصصة له، والمصدق عليه.
إن مدير المشروع يهتم في الأساس وأولياً بالتكلفة المباشرة للمشروع، ولكن الميل في إدارة المشروع إلى أن دور مدير المشروع في السيطرة على التكلفة ومراقبتها سيزداد ليضم المزيد من المناطق غير التقليدية في مجال مراقبة التكلفة والسيطرة عليها. وفي المستقبل سيكون المتوقع أن المزيد من مديري المشروع سيكون لديهم الكثير من المساهمات في التكلفة غير المباشرة ونفقات المشروع.
إن توقيت جمع المعلومات الخاصة بالتكلفة مهمة أيضاً بالنسبة لنظام قياس التكلفة. إن ميزانيات المشروع يجب أن تكون متزامنة مع عملية جمع التكلفة الفعلية للمشروع. فعلى سبيل المثال، لو أن فريق مشروع ما، كان مسئولاً عن تكلفة المواد، فهل ينبغي على الميزانية أن توضح الإنفاق الرخيص ومتى يصبح فريق العمل ملتزماً بشراء المنتج، ومتى يتم تسليم العنصر، أو متى يكون العنصر مقبولاً، أو متى يتم دفع ثمنه. إن توقيت مثل هذه القضايا يمكن أن تجعل السيطرة على تكلفة مشروع صعباً للغاية.

## دورة حياة المشروع وتكلفته
إن قرارات التكلفة يتم اتخاذها من خلال صورة أوضح للالتزامات المستقبلية التي سيتطلبها المشروع. ولو أن تكلفة دورة الحياة مأخوذة في الاعتبار، فسيتم إتخاذ قرارات أفضل. وكمثال لهذا سيكون مشروع إنشاء برنامج كمبيوتر لعميل ما. ففريق المشروع يمكن أن ينشأ برنامج كمبيوتر يعمل بدون تنظيم أو توثيق. وهذا يُعرف عادة ب«الكود البرمجي الإسباكيتي». وباعتبار تكلفة المشروع كما سلمت، فإن مشروع التكويد البرمجي الإسباكيتي سيكون أقل تكلفة. ولو أخذت في الاعتبار تكلفة دورة حياة المشروع سيكون أكثر تكلفة. هذا لأن تكلفة تنقيح وتعديل البرامج بعد تسليم المشروع ستكون أكثر صعوبة.

## استخدام هيكل تقسيم العمل
إن هيكل تقسيم العمل عبارة عن المفتاح إلى المشاريع الناجحة. فهيكل تقسيم العمل ينتج قائمة بقطع العمل الفردية التي يجب أن تنفذ لاكتمال أي مشروع. وهذه القطع تعتبر بمثابة بلوكات بناء المشروع. حيث كل قطعة تمثل جزءاً من العمل بالمشروع. وتكون عادةً مسئولة من شخص واحد فقط من فريق المشروع. ويكون بمثابة مدير المشروع في هذه الجزئية. فيكون مسئولاً عن الجدولة الزمنية، وتقدير التكلفة، وتقدير الوقت.وهو يرى بالطبع أن العمل يصبح معمول.

## المشروع
لتحديد تكلفة المشروع بدقة تكفي لكي تعتبر خط الأساس baseline لتكلفة المشروع، ينبغي أن يُعمل تقدير للتكلفة من أسفل لأعلى. ومثل هذا التقدير يجب أن تكون دقته متراوحة من -5% إلى +10%. ويمكن الحصول عليه عن طريق تقدير التكلفة لكل مادة في المستوى السفلي بهيكل تقسيم العمل. وبعد ذلك نلف البيانات إلى مستوى المشروع.
التقديرات التي تكون عادة من أسفل إلى أعلى تكون عادة أكثر دقة لأنها نعتبر تجميع لتكاليف عناصر مفردة.

## تقدير التكلفة
تقدير التكلفة ما هي إلا تنبؤ بالتكلفة المحتملة للمصادر أو الموارد التي ستكون مطلوبة من أجل تكملة كافة أعمال المشروع.
يتم تنفيذ عملية تقدير التكلفة في كافة أنحاء المشروع. ففي بداية المشروع يجب أن يتم عمل برهنة للتقديرات الأساسية من أجل السماح للمشروع بالإستمرار. ومن هذه المرحلة من المشروع يتم عمل تقدير يُعرف بتقدير رتبة المقدار Order of Magnitude.
فتقديرات رتبة المقدار يمكن أن تتراوح دقتها من -50% إلى +100%. وبينما يتم العمل في المشروع، يُصبح من الضروري الحصول على تقديرات أكثر دقة. ومن الشركة إلى الشركة، قد يتفاوت المجال أو النطاق الموصف للقيم الخاصة بتقدير مُعطى. كما يتغير أيضاً الاسم الذي يُستعمل لوصفه.
فعلى سبيل المثال؛
- التقديرات التصورية تكون تلك التقديرات التي لها دقة تتراوح من -30% إلى +50%.
- التقديرات التمهيدية فتكون تلك التقديرات التي لها دقة من -20% إلى +30%. أما؛
- التقديرات الجازمة فتكون تلك التي التي لها دقة من -15% إلى +20%. وأخيراً؛ يتم التقدير المسيطر أو الحاكم على أنه يتراوح من -10% إلى +15%.

## طُرق تقديرات التكلفة
هناك العديد من طرق تقديرات التكلفة، فبناءً على كل من الدقة المطلوبة للتقدير والتكلفة والجهد الذي يُمكن أن يُنفقا، تكون هناك العديد من الاختيارات.

### تقديرات من أعلى لأسفل
يتم استخدام تقديرات من أعلى لأسفل من أجل تقدير التكلفة في المراحل المبكرة بالمشروع. ذلك عندما تكون المعلومات المتوفرة حول المشروع محدودة جداً. وفي هذا الصدد نقول إن مصطلح «من أعلى لأسفل» يأتي من فكرة أن التقدير يتم عند المستوى الأول بالمشروع. وبذلك، المشروع بنفسه يكون مُقدراً من خلال نوع وحيد من أنواع التقديرات. إن فائدة هذا النوع من التقدير هو أن يتطلب جهد ووقت صغير لكي يتم. ولكن عيب هذا النوع من التقدير هو أن دقة التقدير لا تكون بنفس الجودة التي ستكون من خلال جهد أكثر تفصيلاً.

### تقديرات من أسفل لأعلى
يتم استخدام طريقة وضع التقديرات «من أسفل لأعلى» عندما تكون الخطوط الأساسية للمشروع مطلوبة أو عندما تكون هناك حاجة لنوع مسيطر من أنواع التقديرات. يُطلق عليها «من أسفل لأعلى» لأنها تبدأ بتقدير تفاصيل المشروع وبعد ذلك تُلخص التفاصيل في مستويات تلخيصية. هذا ويُمكن استخدام هيكل تقسيم العمل WBS لهذا اللف Roll Up. ويتميز هذا النوع من التقدير بأنه سيعطي نتائج دقيقة. ومن عيوبه أنه يلزم وقت أطول لإنتاج التقدير التفصيلي الخاص به.

### التقديرات التناظرية
Analogous Estimates، تُعتبر هي صورة من التقدير من أعلى لأسفل. وهذه تستخدم التكلفة الفعلية للمشاريع المكتملة في السابق لتوقع تكلفة المشروع التي يتم تقديره. وهكذا فهناك ما بين مشروع وآخر. فلو أن المشروع المستخدم في التناظر، والمشروع الذي يتم تقدير تكلفته متماثلين جداً، في هذه الحالة يُمكن أن يكون التقديرات دقيقة جداً، والعكس صحيح.

### التقديرات البارامترية
التقديرات البارامترية Parametric Estimates، هي أيضاً تقديرات من أعلى لأسفل. ودقتهم المتأصلة لا تكون أفضل أو اسوأ من التقديرات التناظرية.
إن عملية التقدير البارامتري تتم بإيجاد مُعامل للمشروع الذي يتم تقدير تكلفته ويتغير بشكل متناسب مع تكلفة المشروع. ورياضياً، يتم بناء نموذج قائم على معامل واحد أو عدة معاملات. وعندما يتم إدخال قيم المعاملات إلى النموذج، فإنه يتم الحصول على تكلفة المشروع.

### التقديرات المسيطرة
التقديرات المسيطرة أ، Control Estimates، عبارة عن تشكيلة من التقديرات التي تكون من أسفل لأعلى. وهذا نوع التقدير يتم استخدامه لتأسيس خط أساس Base Line للمشروع أو أي تقدير آخر مهم. ففي أي مشروع، يمكن أن يُستعمل هيكل تقسيم العمل WBS كمستوى للتفصيل بالنسبة للتقدير.
تقديرات السيطرة تستند وتقوم على نظرية الحد المركزي الإحصائي، التي توضح وتشرح التقارب الإحصائي، والتباين في مجموع التفاصيل وتصنيفها فيما إذا كان مبالغ فيها Overestimate أو متدنية Underestimate.
لو أننا نعلم القيم المتوسطة أو المتوقعة والانحرافات المعيارية بالنسبة لمجموعة من التقديرات المُفصلة، فيمكن أن نحسب كل من القيمة المتوقعة والانحراف المعياري للمجموع. ولو أننا نرغب في أيضاً قبول أن احتمال أن يكون التقدير صحيحاً متبعاً لتوزيع احتمالي طبيعي، فمن ثم يمكن أن نتوقع كل من نِطاق القيم واحتمال التكلفة الفعلية.

## وضع ميزانية لتغطية التكلفة
وضع ميزانية للتكلفة عبارة عن عملية تخصيص التكلفة إلى عناصر العمل الفردية في المشروع. ومستوى أداء المشروع سيكون مُحدداً بناءً على الميزانية المُخصصة إلى الأجزاء المختلفة للمشروع. إن خط أساس التكلفة للمشروع يُمثل التكلفة الفعلية المتوقعة للمشروع والميزانية المخصصة لمشروع ما يجب أن تكون محتوية على التكلفة المقدرة للقيام بكل العمل المخطط له أن يتم لكي يكتمل المشروع. عادةً أيضاً ما يجب وضع وإضافة ميزانية لمواجهة الأخطار التي من المُفترض أن يتعرض لها المشروع. إن استعمال أفضل وضع لحالة المشروع سيكون متشائم أو متفائل جداً، ويجعل المشروع زائد التمويل أو ناقص التمويل. وليس أي من الحالتين يعد شيئاً جيداً.

## التحكم والسيطرة في التكلفة
هي عبارة عن عملية سيطرة على تكلفة المشروع وتأخذ إجراء تصحيحي عندما يكون التحكم يشير إلى أن هذا الإجراء ضروري ومهم بالنسبة لنظامنا للسيطرة على التكلفة والتحكم فيها أن يكون مفهوماً جداً لأولئك الذين يقيسون معه وأيضاً لأولئك الذين يكونون مُقاسين. والاستجابات الغير ملائمة لتباينات كل من التكلفة والجدول الزمني يُمكن أن تؤدي إلى حدوث مشاكل خطيرة في الجودة والتي تكون أعلى من المستويات المقبولة للخطر.

## التقارير

### تقارير القيمة المكتسبة
Earned Value Reporting
إن المطلوب هو نظام تقرير يدمج بين كل من مستوى الآداء، والجدول الزمني، والميزانية. وهذا هو الغرض من نظام تقرير القيمة المكتسبة.
هي أكثر الطرق شيوعاً المُستعملة لآداء القياس والتحكم في المشروع. والسبب في شعبية نظام التقرير هذا في مجال إدارة المشروع، هو أنه يعطي تقرير واحد عن كل من مستوى أداء التكلفة ومستوى الآداء للجدول الزمني. وكلاهما يتم قياسهما بالجنيهات. وحيث لا يكون تقرير القيمة المكتسبة مستخدماً، فإنه يتم الإبلاغ عن مستوى آداء القياس المُحسن لعمل جدول زمني أو مستوى الآداء لوضع ميزانية.
في أي نظام للتبليغ أو التقرير، يكون المبدأ هو أن يتم وضع بعض المعايير، وقياس مستوى الآداء الفعلي إلى ذلك المعيار، وبعد ذلك إعداد تقرير عن الاختلافات التي يتم ملاحظتها. وفي نظام تقرير القيمة المكتسبة نستخدم الميزانية المخطط لها والجدول الزمني وبعد ذلك يتم قياس مستوى التقدم الفعلي في كل من الميزانية والجدول.
كثيراً يتم استخدام مخطط جانت Gantt Chart لتوضيح كل من مستوى التقدم ومستوى الآداء للجدول الزمني، ولكن هذا لا يذكر الحالة بشكل واضح. فلو أن نشاط ما مجدول زمنياً وموضحاً على أنه متأخراً عن الجدول الزمني بثلاثة أيام، فمن المهم معرفة ما إذا كان هناك شخص واحد متورط في هذا النشاط أم أن هناك عشرون شخصاً.
في تقرير التكلفة، يتم كثيراً مقارنة التكلفة الفعلية مع الميزانية الموضوعة للتكلفة حتى الآن. وهذا لا يوضح الصورة الكاملة أيضاً. فلو أن مشروع ما كان متأخراً عن الجدول الزمني، فإنه يمكن تتبع التكلفة الفعلية بشكل رائع حتى الميزانية الموضوعة للإنفاق المتوقع. والمشروع لا يزال يعج بالكثير من المشاكل.

### التقرير التراكمي
Cumulative Reporting
تقارير القيمة المكتسبة تعتبر تقارير تراكمية. والقيم التي يتم جمعها لفترة التقرير الحالية يتم إضافتها إلى القيم التي تأتي من فترة التقرير الأخيرة، ويتم توقيع الإجمالي.
القيم المتراكمة لن تهبط ما لم تكن هناك قيمة معكوسة. منحنيات التكلفة المتراكمة لها صفة شكل S. وهذا لأن المشاريع في الأصل تبدأ بإنفاق بطئ وتزيد نسبة إنفاقهم بشكل تدريجي حتى يتم الوصول إلى الذروة، وبعد ذلك تنقص نسبة إنفاقهم بشكل تدريجي حتى تكتمل المشاريع في الآخر.